# 浙江基督教新教
浙江的新教在中国内地具有重要的地位，杭州是中国内地会创建后在中国传教的第一站。2005年易地重建后的崇一堂为目前全球最大的华人新教教堂。直到1990年代，浙江都是中国新教徒人数最多的省，此后才为河南省超过。目前温州地区、杭州市萧山区和慈溪市是浙江省内新教信徒最为集中的地区。省内宗教院校有浙江神学院。

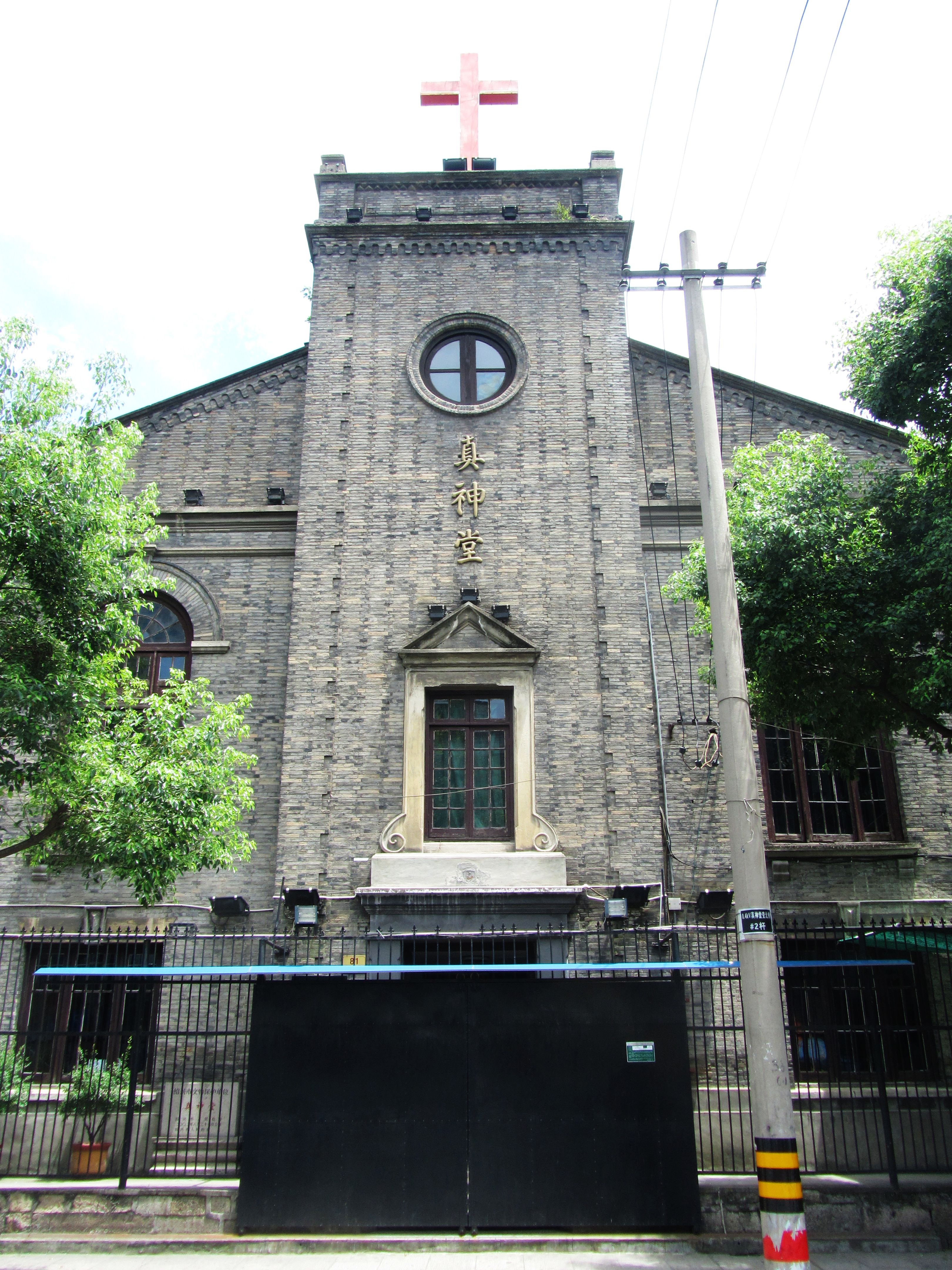
绍兴真神堂

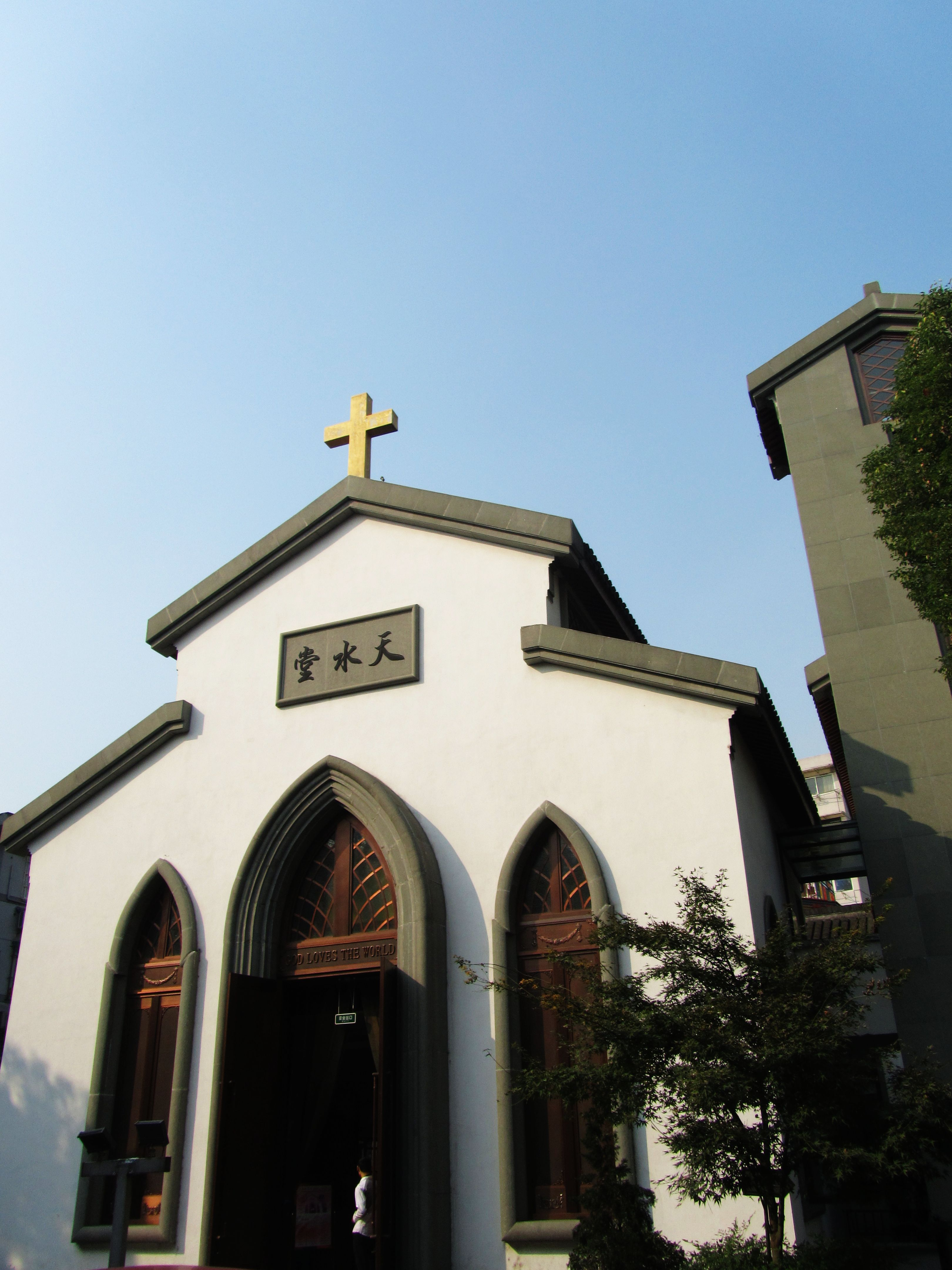
天水堂，2012年11月

## 历史
1843年，美北浸礼会传教士玛高温首先进入宁波。之后有多个教派陆续进入浙江，其中影响较大的有：
1. 美北浸礼会：1843年进入宁波。设有真神堂(西门)、真神堂(北郊、后归浸会中学使用)；华美医院(北门外江边，今第二医院)；在绍兴建有真神堂和福康医院，在杭州东街路（今建国中路）设有蕙兰中学和民众堂；又在湖州东街建有浸礼会。
2. 美北长老会：1844年进入宁波，设有府前堂(府桥街)、槐树堂(槐树路)、府前分堂(北大路)、福音研究所(碶闸街)。在杭州兴建思澄堂、鼓楼堂。
3. 英国圣公会：1848年进入宁波。设有基督堂(孝闻街)、仁恩堂(县学街)、仁义堂(大庙前)、百年堂(大梁街)、三一神道院等。1869年进入杭州，设立广济医院、马市街信一堂座堂，慕德堂、志水堂等[3]。
4. 循道会：1864年进入宁波。设有开明讲堂(开明街)、江北堂(江北岸外滩)、江东堂(百丈街)。1877年进入温州，建立温州城西堂、白累德医院（市第二医院前身）。温州教区教徒发展到万余人，270余处分堂，是循道公会在华传教最成功的2个地区之一。
5. 中国内地会：1866年，该会在杭州建立第一个传教站，设有清泰门新巷崇一堂，以及武林路敬一堂。次年进入温州[4]，建成花园巷堂，此后温州地区成为内地会在中国最兴旺的地区[5]。内地会传教区遍及浙江大部分地区。
6. 美南长老会：在杭州设有湖山堂、天水堂、城北堂、笕桥堂等，在嘉兴设有嘉南堂、嘉北堂。
7. 美南监理会：在湖州建有海岛堂、东吴附中、湖郡女中、衣裳街三一堂以及南门福音医院。
8. 基督徒会：1893年进入宁波。
9. 神召会：1912年进入宁波，开设伯特利孤儿院（Bethel Home），设有伯特利(草马路)、城中堂(后市巷)、天恩堂(仓桥)、锡安堂(西郊)。
10. 基督复临安息日会：分布于温州、宁波。
11. 使徒信心会 杭州

20世纪上半叶，浙江又出现不少华人创立的独立团体：
1. 地方教会（基督徒聚会处）：1928年，一批平阳县传道人参加倪柝声在上海哈同路文德里召聚的得胜聚会后，脱离原有宗派，回乡建立地方教会。此后，温州地区，尤其是南部苍南、平阳一带，陆续成立了数百处地方教会，成为地方教会在中国最兴旺的地区。1930年代，萧山、杭州、宁波等地均成立地方教会。
2. 自立会：主要分布于温州等地
3. 真耶稣教会：宁波、杭州
4. 灵粮堂：1948年传入宁波、杭州

20世纪初，美北长老会和美南长老会还联合创办了之江大学。

## 现状
文化大革命结束之后，百年堂是中国第一所恢复开放的基督教堂。浙江省基督教信徒逐渐增加到150多万。浙江省的信徒主要集中在温州市，其次为杭州市萧山区。多为地方教会背景。今天，基督教在温州仍然非常活跃，信徒占总人口的比例是15％，也就是100多万（官方数字）。教堂与聚会场所相当密集，城乡各处十字架随处可见。很多村庄都不止一间教堂，因此温州也常被称为“中国的耶路撒冷”。21世纪初杭州崇一堂易地重建，为全球容纳信徒最多的华人教堂。 

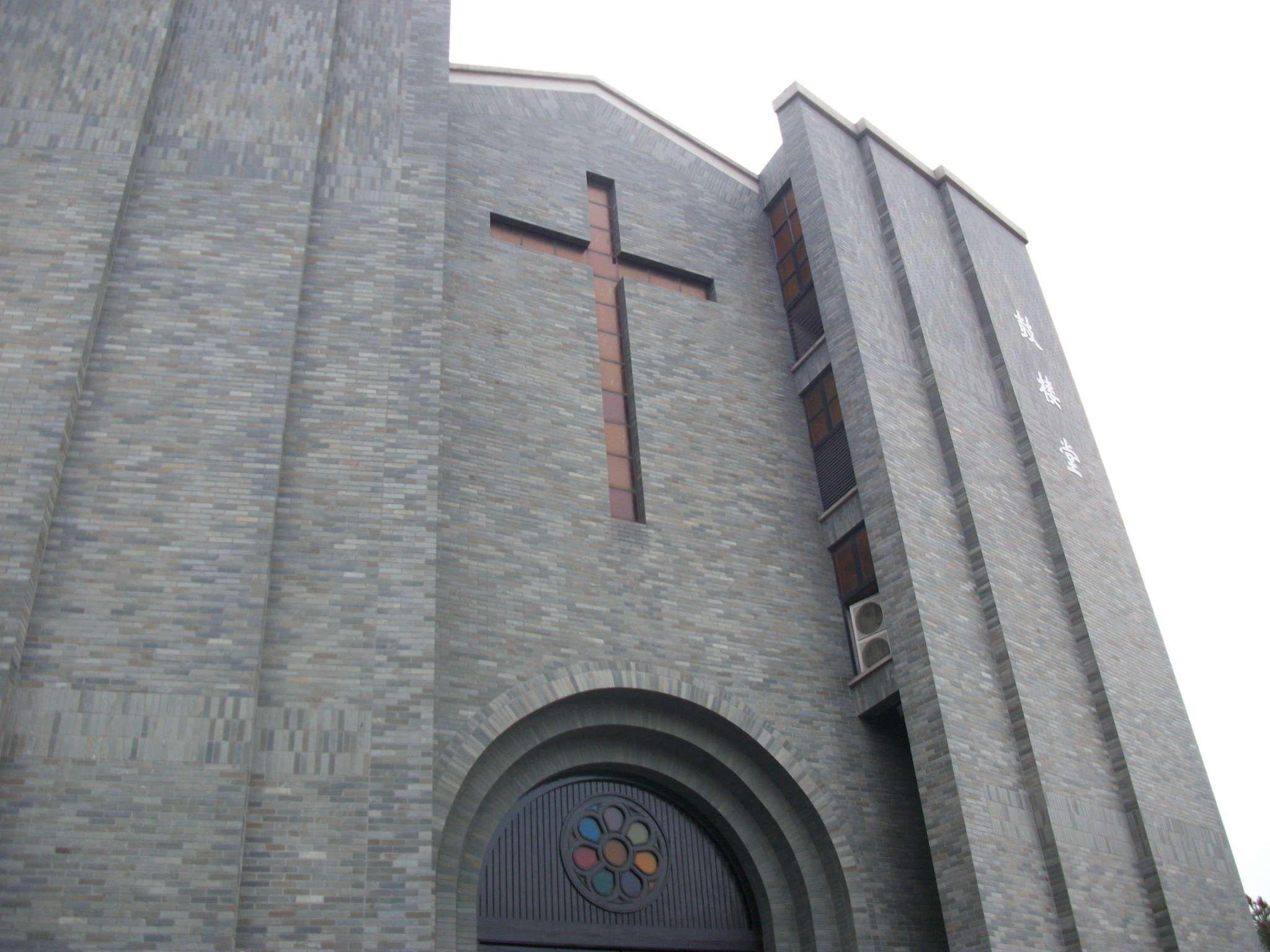
鼓楼堂